# Bosboerenkers
De bosboerenkers (Noccaea caerulescens subsp. caerulescens (synoniem: Thlaspi caerulescens subsp. caerulescens) is een tweejarige plant uit de kruisbloemenfamilie (Cruciferae of Brassicaceae). De bosboerenkers komt van nature voor in Midden-, Zuid- en Oost-Europa. De bosboerenkers is inheems in Wallonië. In tegenstelling tot de vergelijkbare zinkboerenkers heeft het geen lange, stoloonachtige scheuten. Het aantal chromosomen is 2n = 14.
De plant wordt 7-50 cm hoog en vormt een bladrozet. De bladeren zijn blauwgroen, kaal en vettig. De elliptische rozetbladeren zijn gesteeld en hebben meestal een gave rand. De tot 4 cm lange stengelbladeren zijn halfstengelomvattend en hebben een hartvormige voet.
De bosboerenkers bloeit vanaf april tot in juli met witte tot blauwviolette,  3-4,5 cm grote bloemen. De stijl komt uit de bloemknop tevoorschijn voordat de kroonbladen opengaan, waardoor kruisbestuiving kan optreden. Blijft kruisbestuiving uit dan vindt zelfbestuiving plaats. De bloeiwijze is een tros, die bij de vruchtzetting langer wordt. Aan het eind van de bloei zijn de helmknoppen violet tot zwart.
De vrucht is een hartvormige 4,5-7 mm lang hauwtje met bovenaan een brede vleugel, die tot 2 mm lang kan worden en een inkeping. De achtergebleven stijl kan tot 1,5 mm lang zijn.

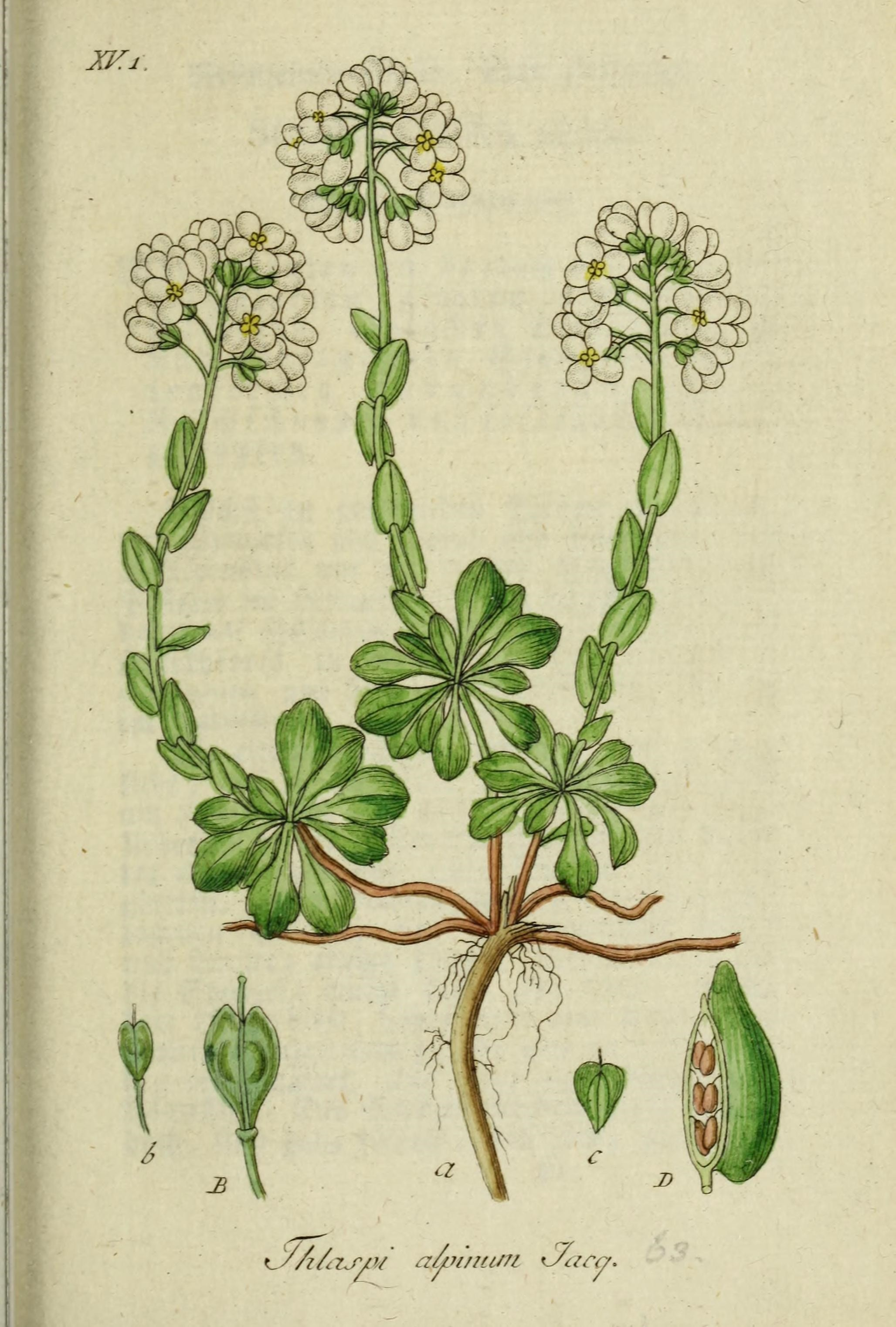
Illustratie
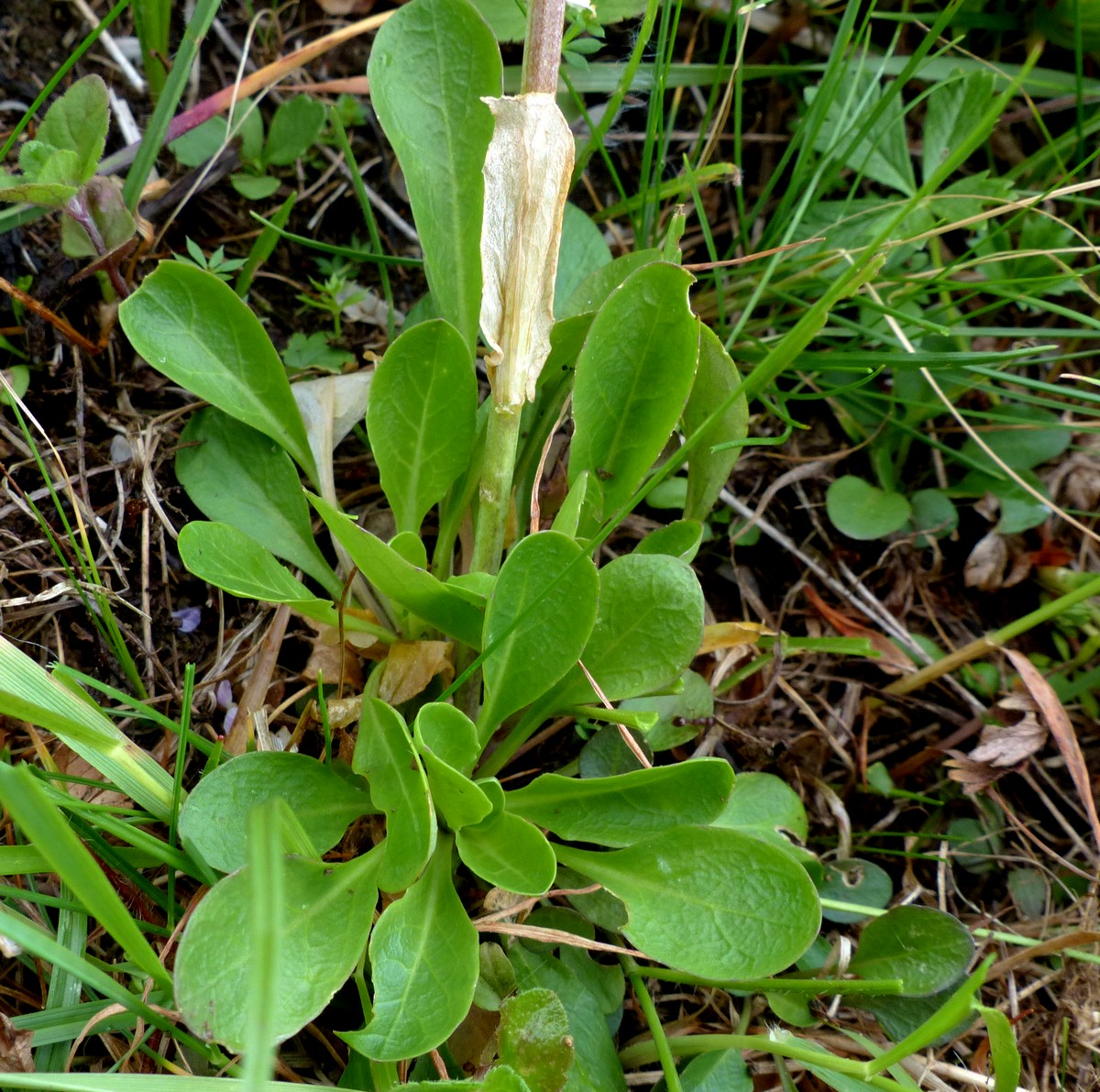
Plant
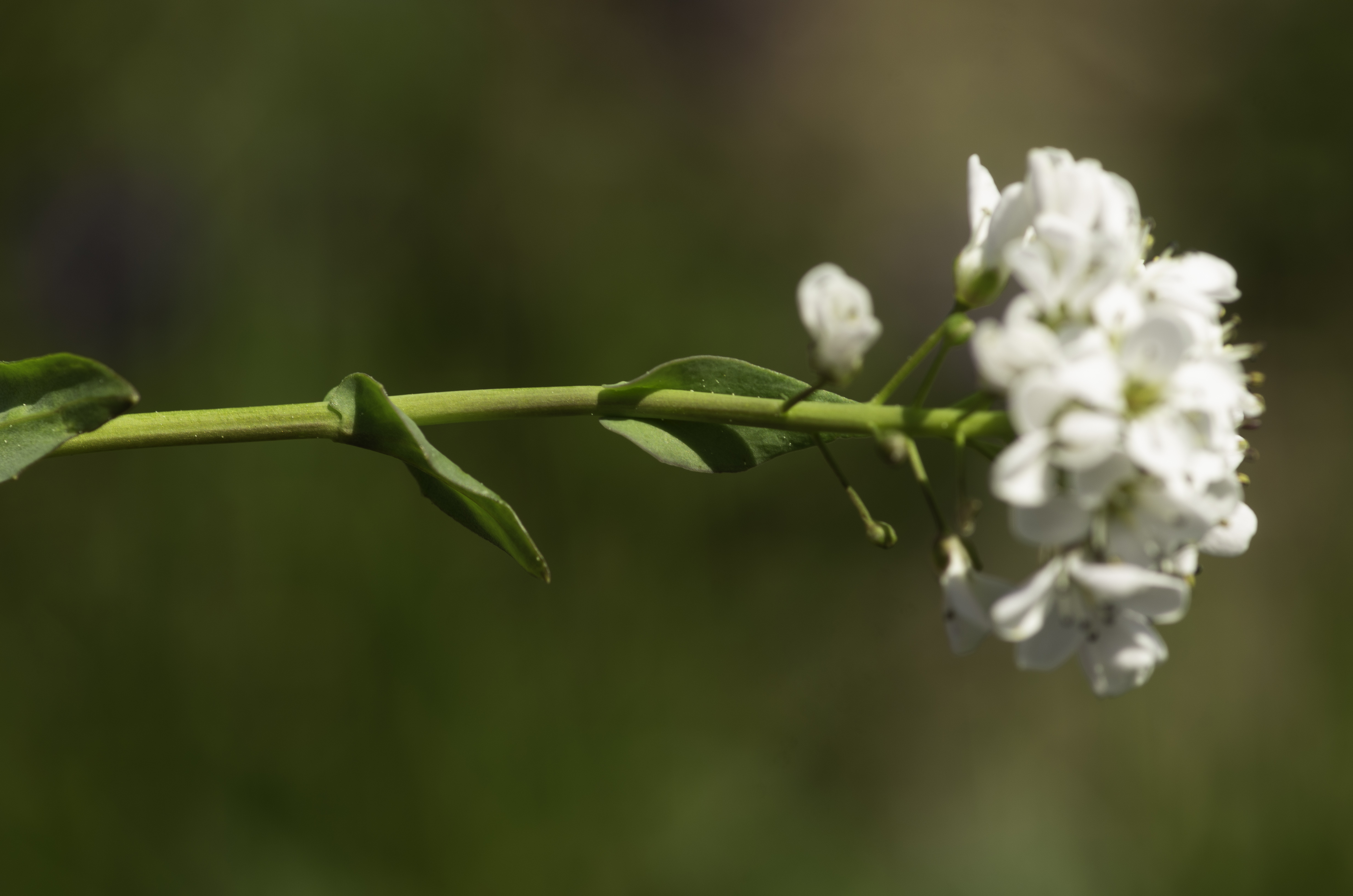
Stengelbladeren
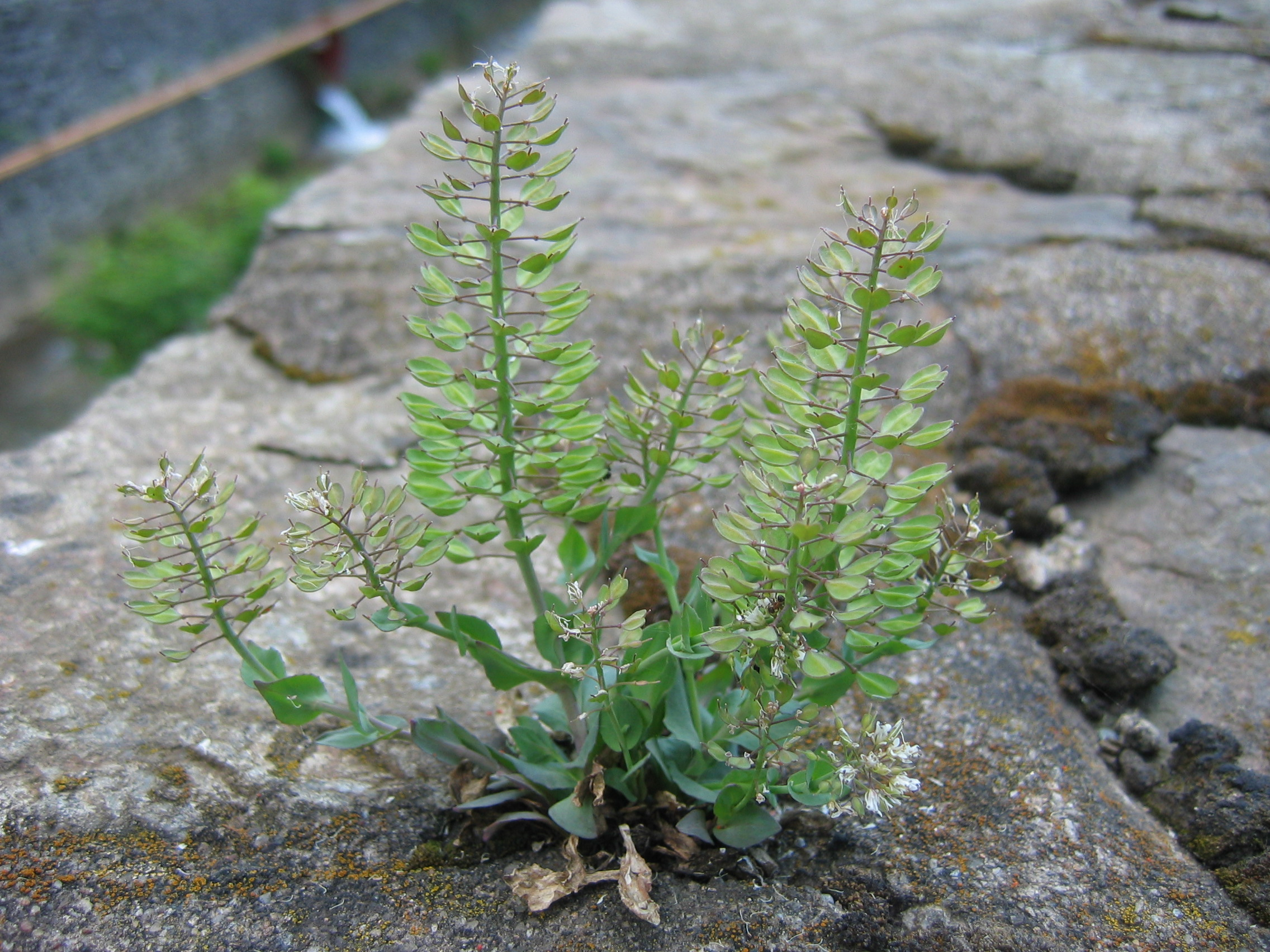
Plant met vruchten
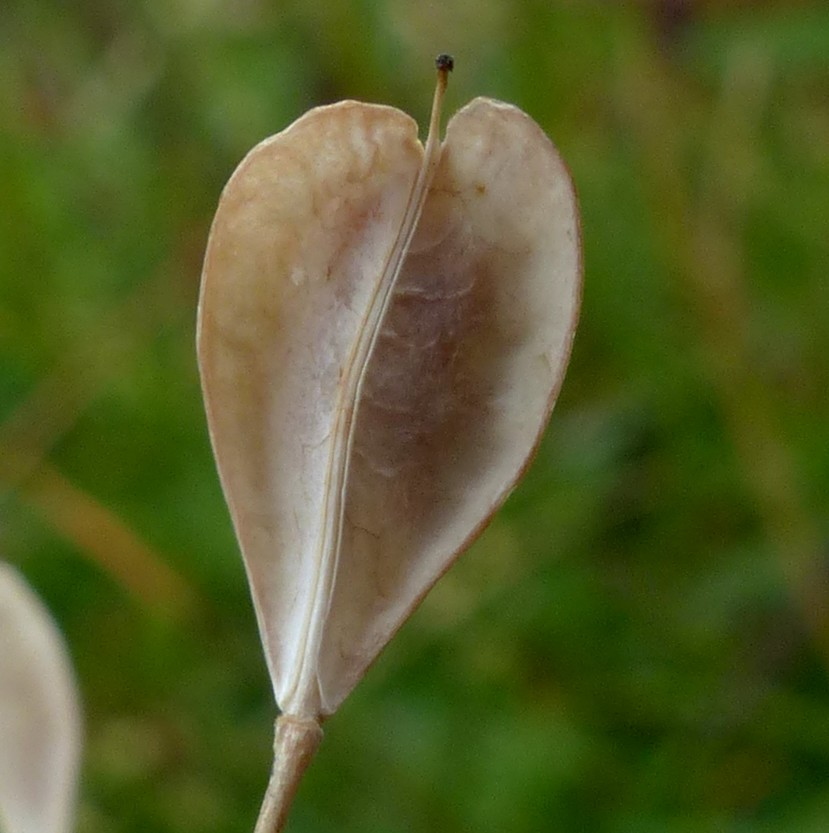
Vrucht

De bosboerenkers komt voor op vochtige, matig voedselrijke, kalkhoudende grond in bossen, bergweiden en op rotsen.